# Poolse kampioenschappen schaatsen allround
De Poolse kampioenschappen schaatsen allround zijn een jaarlijks verreden schaatstoernooi. Soms worden op dit toernooi ook afstandstitel vergeven.

## Mannen
De kampioenschappen worden verreden over een grote vierkamp (500, 1500, 5000 en 10.000 meter).
| Seizoen   | Datum         | Plaats              | Goud ·              | Zilver ·               | Brons ·             |
| --------- | ------------- | ------------------- | ------------------- | ---------------------- | ------------------- |
| 1999-2000 | 11/12-03-2000 | Warschau            | Paweł Zygmunt       | Witold Mazur           | Jaromir Radke       |
| 2000-2001 | 16/17-12-2000 | Sanok               | Paweł Zygmunt       | Witold Mazur           | Arkadiusz Skoneczny |
| 2001-2002 | 02/03-03-2002 | Warschau            | Paweł Zygmunt       | Witold Mazur           | Jaromir Radke       |
| 2002-2003 | 22/23-02-2003 | Sanok               | Paweł Zygmunt       | Witold Mazur           | Jaromir Radke       |
| 2003-2004 | 24/25-01-2004 | Warschau            | Paweł Zygmunt       | Witold Mazur           | Jaromir Radke       |
| 2004-2005 | 12/13-03-2005 | Sanok               | Konrad Niedźwiedzki | Robert Kustra          | Piotr Puszkarski    |
| 2005-2006 | 11/12-03-2006 | Sanok               | Paweł Zygmunt       | Witold Mazur           | Sławomir Chmura     |
| 2006-2007 | 17/18-03-2007 | Warschau            | Konrad Niedźwiedzki | Sławomir Chmura        | Witold Mazur        |
| 2007-2008 | 15/16-03-2008 | Warschau            | Konrad Niedźwiedzki | Sebastian Druszkiewicz | Sławomir Chmura     |
| 2008-2009 | 17/18-03-2009 | Zakopane            | Sławomir Chmura     | Witold Mazur           | Jan Szymański       |
| 2009-2010 | 16/17-01-2010 | Zakopane            | Zbigniew Bródka     | Sebastian Druszkiewicz | Sławomir Chmura     |
| 2010-2011 | 19/20-03-2011 | Warschau            | Konrad Niedźwiedzki | Jan Szymański          | Roland Cieślak      |
| 2011-2012 | 28/29-01-2012 | Tomaszów Mazowiecki | Jan Szymański       | Roland Cieślak         | Zbigniew Bródka     |
| 2012-2013 | 02/03-02-2013 | Tomaszów Mazowiecki | Zbigniew Bródka     | Jan Szymański          | Roland Cieślak      |
| 2013-2014 | 29/30-12-2013 | Zakopane            | Jan Szymański       | Zbigniew Bródka        | Piotr Puszkarski    |

## Vrouwen
Hier geldt dat de kampioenschappen worden verreden over een kleine vierkamp (500, 1500, 3000 en 5000 meter).
| Seizoen   | Datum         | Plaats              | Goud ·             | Zilver ·               | Brons ·                |
| --------- | ------------- | ------------------- | ------------------ | ---------------------- | ---------------------- |
| 1999-2000 | 11/12-03-2000 | Warschau            | Katarzyna Wójcicka | Monika Clapa           | Joanna Gasienica       |
| 2000-2001 | 16/17-12-2000 | Sanok               | Katarzyna Wójcicka | Joanna Gasienica       | Monika Clapa           |
| 2001-2002 | 02/03-03-2002 | Warschau            | Katarzyna Wójcicka | Monika Clapa           | Anna Stawinska         |
| 2002-2003 | 22/23-02-2003 | Sanok               | Katarzyna Wójcicka | Anna Stawinska         | Magdalena Golebiewska  |
| 2003-2004 | 24/25-01-2004 | Warschau            | Katarzyna Wójcicka | Hanna Mroczkowska      | Karolina Ksyt          |
| 2004-2005 | 12/13-03-2005 | Sanok               | Katarzyna Wójcicka | Luiza Złotkowska       | Karolina Ksyt          |
| 2005-2006 | 11/12-03-2006 | Sanok               | Katarzyna Wójcicka | Luiza Złotkowska       | Karolina Ksyt          |
| 2006-2007 | 17/18-03-2007 | Warschau            | Katarzyna Wójcicka | Luiza Złotkowska       | Karolina Ksyt          |
| 2007-2008 | 15/16-03-2008 | Warschau            | Katarzyna Wójcicka | Luiza Złotkowska       | Karolina Ksyt          |
| 2008-2009 | 17/18-03-2009 | Zakopane            | Luiza Złotkowska   | Natalia Czerwonka      | Ewelina Przeworska     |
| 2009-2010 | 16/17-01-2010 | Zakopane            | Natalia Czerwonka  | Katarzyna Woźniak      | Karolina Domańska-Ksyt |
| 2010-2011 | 19/20-03-2011 | Warschau            | Luiza Złotkowska   | Katarzyna Woźniak      | Karolina Domańska-Ksyt |
| 2011-2012 | 28/29-01-2012 | Tomaszów Mazowiecki | Natalia Czerwonka  | Luiza Złotkowska       | Katarzyna Woźniak      |
| 2012-2013 | 02/03-02-2013 | Tomaszów Mazowiecki | Katarzyna Woźniak  | Karolina Domańska-Ksyt | Aleksandra Goss        |
| 2013-2014 | 29/30-12-2013 | Zakopane            | Luiza Złotkowska   | Natalia Czerwonka      | Aleksandra Goss        |

 Argentinië · 
 België · 
 Bohemen · 
 Canada · 
 China · 
 DDR · 
 Duitsland (mannen) - (vrouwen) · 
 Estland · 
 Finland · 
 Frankrijk · 
 Hongarije · 
 IJsland · 
 Italië · 
 Japan · 
 Kazachstan · 
 Mongolië · 
 Nederland (mannen) - (vrouwen) · 
 Nieuw-Zeeland ·
 Noorwegen (mannen) - (vrouwen) · 
 Oekraïne · 
 Oostenrijk · 
 Polen · 
 Roemenië · 
 Rusland · 
 Tsjechië · 
 Verenigde Staten · 
 Wit-Rusland · 
 Zuid-Korea · 
 Zweden · 
 Zwitserland
 Poolse kampioenschappen schaatsen

Afstanden · 
Allround · 
Sprint